# 호세바 에체베리아
호세바 에체베리아(스페인어: Joseba Andoni Etxeberria Lizardi, 1977년 9월 5일, 스페인 엘고이바르 ~ )는 스페인의 전 축구 선수이다. 현재 에이바르의 감독이다.
주로 윙어의 위치를 맡은 에체베리아는 한때 스페인 축구 국가대표팀의 주요 선수로 활약하였으며 에체베리아는 1995년부터 그의 출신 지역인 바스크 지방의 아틀레틱 빌바오에서 계속 활약하였다. 꾸준한 경기 출장과 뛰어난 실력, 리더십으로 팀의 프랜차이즈 스타로써 크게 사랑받았다.

## 수상
스페인
- 1995년 FIFA 세계 청소년 축구 선수권 대회 4위

개인
- 1995년 FIFA 세계 청소년 축구 선수권 대회 골든슈